# Wiktor Andrejewitsch Baschenow
Wiktor Andrejewitsch Baschenow (russisch Виктор Андреевич Баженов, wiss. Transliteration Viktor Andreevič Baženov; * 6. August 1946 in Omsk, Russische SFSR) ist ein ehemaliger sowjetischer Säbelfechter.

## Erfolge
Wiktor Baschenow wurde 1977 in Buenos Aires mit der sowjetischen Mannschaft Weltmeister. Ein Jahr später verpasste er mit ihr die Titelverteidigung in Hamburg und holte Silber. Bei den Olympischen Spielen 1972 in München zog er mit der sowjetischen Equipe nach Siegen im Viertelfinale gegen Deutschland und im Halbfinale gegen Ungarn ins Finale ein. Beim Gefecht um Gold setzte sich Italien mit 9:5 durch, sodass Baschenow gemeinsam mit Wladimir Naslymow, Mark Rakita, Wiktor Sidjak und Eduard Winokurow die Silbermedaille erhielt.